# Willem II van Brunswijk-Wolfenbüttel
Willem II de Jongere (circa 1425 - Hardegsen, 7 juli 1503), hertog van Brunswijk-Lüneburg, was vorst van Brunswijk-Wolfenbüttel en Calenberg-Göttingen. Willem stamde uit het Middelste Huis Brunswijk, een tak van de Welfen-dynastie.

## Geschiedenis
Hij was een zoon van hertog Willem I van Brunswijk-Wolfenbüttel (†1482) en Cecilia van Brandenburg, dochter van de Brandenburgse burggraaf. In 1482 volgden Willem II en zijn broer Frederik hun vader op als heersers van Wolfenbüttel en Calenberg-Göttingen. In 1483 verdeelden zij de twee vorstendommen onder elkaar, waarbij Willem Wolfenbüttel en Frederik Calenberg-Göttingen kreeg. Tijdens de Große Fehde liet Willem II zijn broer gevangennemen. Frederik werd krankzinnig verklaard, waarna Willem het bestuur van zijn gebieden overnam. In 1495 trad Willem af. Hij werd opgevolgd door zijn twee zoons, Hendrik en Erik I.

## Huwelijk en kinderen
Willem was gehuwd met Elisabeth, de dochter van graaf Botho VII van Stolberg-Wernigerode.
en was de vader van:
- Anna (1460-1520), gehuwd met landgraaf Willem I van Hessen (1466-1515)
- Hendrik de Oude (1463-1514)
- Erik I (1470-1540)

## Voorouders
| Overgootouders                                   | Magnus II van Brunswijk (1324-1373) ∞ Catharina van Anhalt-Bernburg (1330-1390)          | Magnus II van Brunswijk (1324-1373) ∞ Catharina van Anhalt-Bernburg (1330-1390)          | Wratislaus VI van Pommeren (1345–1394) ∞ Anna van Mecklenburg-Stargard (–)               | Wratislaus VI van Pommeren (1345–1394) ∞ Anna van Mecklenburg-Stargard (–)               | Frederik V van Neurenberg (1333–1398) ∞ Elisabeth van Meißen (1329-1375)              | Frederik V van Neurenberg (1333–1398) ∞ Elisabeth van Meißen (1329-1375)              | Frederik van Beieren (1339-1393) ∞ Maddalena Visconti (1366-1404)                     | Frederik van Beieren (1339-1393) ∞ Maddalena Visconti (1366-1404)                     |
| Grootouders                                      | Hendrik de Milde van Brunswijk-Lüneburg (ca 1355–1416) ∞ Sophia van Pommeren (1370-1405) | Hendrik de Milde van Brunswijk-Lüneburg (ca 1355–1416) ∞ Sophia van Pommeren (1370-1405) | Hendrik de Milde van Brunswijk-Lüneburg (ca 1355–1416) ∞ Sophia van Pommeren (1370-1405) | Hendrik de Milde van Brunswijk-Lüneburg (ca 1355–1416) ∞ Sophia van Pommeren (1370-1405) | Frederik I van Brandenburg (1371–1440) ∞ Elisabeth van Beieren (1383-1442)            | Frederik I van Brandenburg (1371–1440) ∞ Elisabeth van Beieren (1383-1442)            | Frederik I van Brandenburg (1371–1440) ∞ Elisabeth van Beieren (1383-1442)            | Frederik I van Brandenburg (1371–1440) ∞ Elisabeth van Beieren (1383-1442)            |
| Ouders                                           | Willem I van Brunswijk-Wolfenbüttel (1392-1482) ∞ Cecilia van Brandenburg (1405–1449)    | Willem I van Brunswijk-Wolfenbüttel (1392-1482) ∞ Cecilia van Brandenburg (1405–1449)    | Willem I van Brunswijk-Wolfenbüttel (1392-1482) ∞ Cecilia van Brandenburg (1405–1449)    | Willem I van Brunswijk-Wolfenbüttel (1392-1482) ∞ Cecilia van Brandenburg (1405–1449)    | Willem I van Brunswijk-Wolfenbüttel (1392-1482) ∞ Cecilia van Brandenburg (1405–1449) | Willem I van Brunswijk-Wolfenbüttel (1392-1482) ∞ Cecilia van Brandenburg (1405–1449) | Willem I van Brunswijk-Wolfenbüttel (1392-1482) ∞ Cecilia van Brandenburg (1405–1449) | Willem I van Brunswijk-Wolfenbüttel (1392-1482) ∞ Cecilia van Brandenburg (1405–1449) |
| Willem II van Brunswijk-Wolfenbüttel (1425-1503) |                                                                                          |                                                                                          |                                                                                          |                                                                                          |                                                                                       |                                                                                       |                                                                                       |                                                                                       |